# Вакер, Стефани
А́на Сте́фани Ваке́р Гонса́лес (исп. Ana Stephanie Vaquer González, род. 29 марта 1993, Сан-Фернандо, О’Хиггинс) — чилийская женщина-рестлер. В настоящее время она выступает в WWE на бренде NXT, где является действующей чемпионкой NXT среди женщин.
Наиболее известна по выступлениям в мексиканском рестлинг-промоушене Consejo Mundial de Lucha Libre (CMLL), где она была чемпионкой мира CMLL среди женщин и командной чемпионкой CMLL среди женщин вместе с Зюксис. Она стала первой лучадорой в истории CMLL, которая владела обоими титулами одновременно. Она также выступала в американском промоушене All Elite Wrestling и британском Revolution Pro Wrestling, поскольку эти две организации сотрудничали с CMLL.
Вакер также известна своими выступлениями в крупных японских промоушенах, таких как World Wonder Ring Stardom, Ice Ribbon, Tokyo Joshi Pro-Wrestling и New Japan Pro-Wrestling, где она является бывшей обладательницей титула чемпионки Strong среди женщин.

## Карьера в рестлинге

### All Elite Wrestling (2024)
На шоу Dynamite 29 мая 2024 года Вакер дебютировала в All Elite Wrestling (AEW), сразившись с чемпионкой TBS AEW Мерседес Моне. 29 июня на шоу Collision Вакер дебютировала на ринге, победив Леди Фрост. 30 июня на шоу Forbidden Door Вакер проиграла титул чемпиона NJPW Strong среди женщин Моне в матче «Победитель получает всё».

### WWE (с 2024)

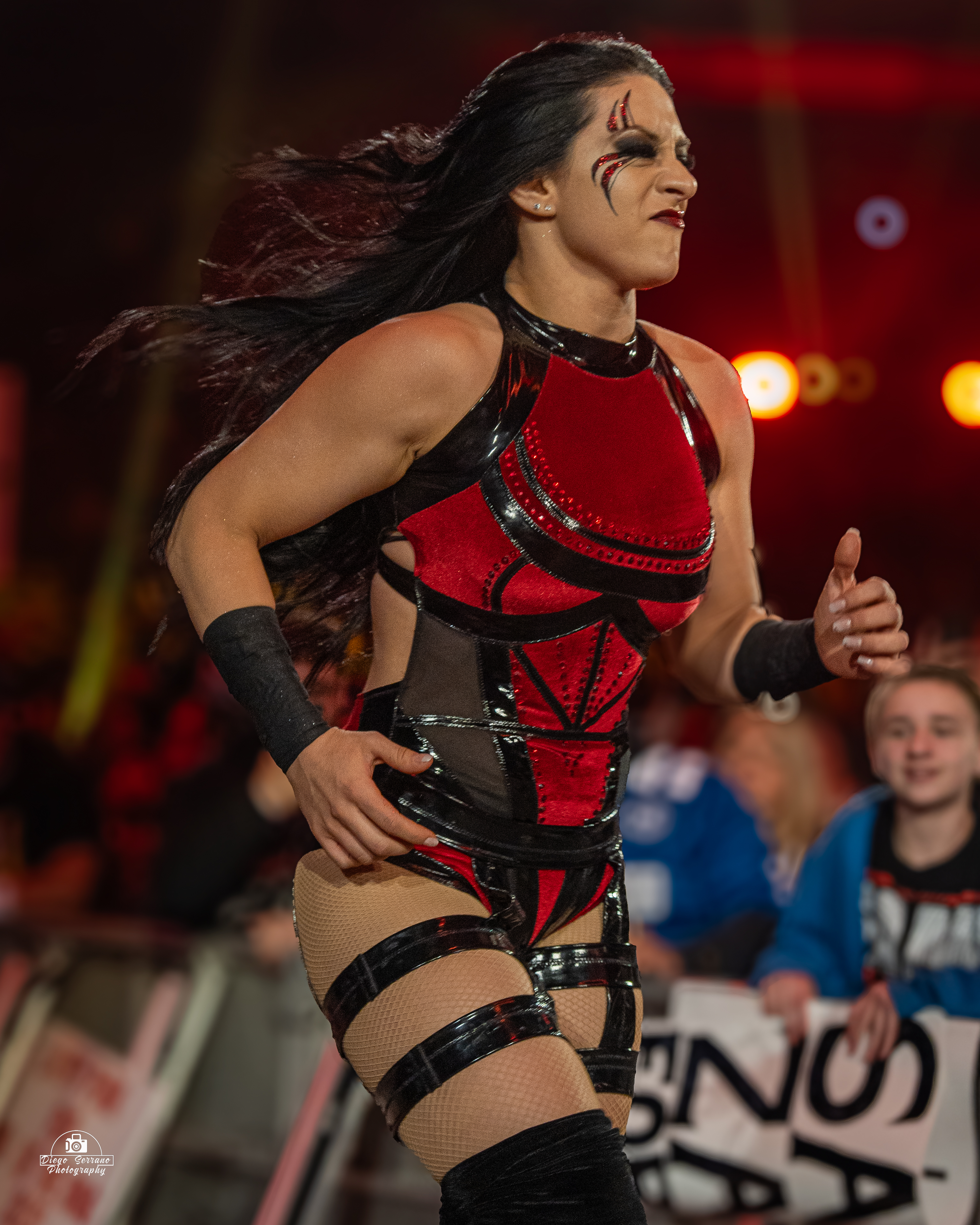
Вакер в 2025 году

10 июля 2024 года Шон Майклз, старший вице-президент WWE по развитию кадров и главный букер NXT, объявил в Твиттере, что Вакер официально подписала контракт с компанией. Её дебют в WWE состоялся 13 июля на живом шоу в Мехико, где она победила Айлу Дон.

## Личная жизнь
Своей ближайшей подругой она называла мексиканскую лучадору Рейну Дораду. У Вакер есть гражданство Чили и Мексики.
4 марта 2023 года Вакер подала уголовное заявление на тогдашнего чемпиона мира ААА среди трио Эль Куатреро, с которым она начала встречаться, когда оба работали в Consejo Mundial de Lucha Libre (CMLL). Согласно жалобе, Куатреро душил её и бросал об стену. 9 марта CMLL выпустила заявление, в котором говорится, что они «энергично осуждают любую форму насилия в отношении женщин и подтверждают нашу приверженность пропаганде жизни без насилия и домогательств среди наших сотрудников и посетителей наших арен». 10 марта, после шоу для Lucha Libre AAA Worldwide в городе Агуаскальентес, Эль Куатреро был арестован по ордеру на арест в Мехико и обвинен в попытке убийства и домашнем насилии.

## Титулы и достижения
- Alianza Universal De Lucha Libre
  - Чемпионка AULL среди женщин (1 раз)[10]
- Arena Azteca Budokan
  - Международная чемпионка Arena Azteca Budokan среди женщин (1 раз)
- Consejo Mundial de Lucha Libre
  - Чемпион мира CMLL среди женщин (1 раз)[11]
  - Командная чемпионка мира CMLL среди женщин (1 раз, первая в истории) — с Зюксис[12]
  - Командное чемпионство Запада среди женщин (1 раз, первая в истории) — с Зюксис[13]
  - Турнир за командное чемпионство Запада среди женщин (2023) — с Зюксис[13]
  - Гран-при де Амазонас (2023)[14]
- IWC Legacy
  - Чемпион IWC среди женщин (1 раз)[15]
- New Japan Pro-Wrestling
  - Чемпион Strong среди женщин (1 раз)[16]
- Premios Rasslin
  - Премия «Лучший за рубежом» (2023)[17][18]
- Pro Wrestling Illustrated
  - № 54 в топ 250 женщин-рестлеров в рейтинге PWI Women’s 250 в 2023[19]
  - Вакер и Зюксис № 84 в топ 100 командр в рейтинге PWI Tag Team 100 в 2020[20]
- Другие титулы
  - Чемпион GDLL среди женщин (1 раз)[21]
  - Чемпион Arena Cuautitlan Izcalli среди смешанных команд (1 раз) — с Рики Марвином
- WWE
  - Чемпион Северной Америки NXT среди женщин (1 раз)[21]
  - Чемпион NXT среди женщин (1 раз)